# Simfonia núm. 4 (Schubert)
La Simfonia núm. 4 en do menor, D. 417, anomenada Tràgica, és una obra de Franz Schubert, composta l'abril de 1816, a l'edat de 19 anys. L'estrena va tenir lloc a Leipzig el 19 de novembre de 1849, és a dir, vint anys després de la mort del compositor.
Va ser composta després de la seua tercera simfonia. El seu sobrenom, donat pel mateix compositor, té relació amb l'atmosfera de l'obra (la primera de l'autor composta en mode menor, i l'única, llevat de la seua Simfonia Inacabada), en contrast amb les tres precedents.
Es compon de quatre moviments i la seua durada és al voltant de 30 minuts.
- Adagio molto – Allegro vivace
- Andante
- Menuetto : allegretto vivace
- Allegro

Comença amb el següent tema:
Schubert elabora la lenta introducció tenint com a referent La representació del caos, a l'inici de l'oratori La creació de Haydn.
El moviment lent té una estructura en forma ABABA que seria una de les favorites en la majoria dels moviments simfònics de Schubert